# Heinrich Christian Rust
Heinrich Christian Rust (* 9. August 1953 in Bückeburg, Niedersachsen, Deutschland; † 16. September 2024 in Bad Homburg) war ein deutscher baptistischer Geistlicher, Theologe und Autor, der der charismatischen Bewegung innerhalb des Bundes Evangelisch-Freikirchlicher Gemeinden (BEFG) nahestand. Er war verheiratet und hatte drei Kinder.

## Leben
1974 absolvierte Heinrich Christian Rust das Abitur an der Kreishandelslehranstalt in Rinteln. Nach seinem Theologiestudium war er von 1979 bis 1983 als Landesjugendpastor in Niedersachsen und anschließend von 1983 bis 1996 als Pastor der Evangelisch-Freikirchlichen Gemeinde (Baptisten) Hannover-Walderseestraße tätig. 1992 wurde er an der Evangelischen Theologischen Faculteit in Leuven mit seiner Dissertation Das Heil der Kinder. Religiöse Erziehung im deutschen Baptismus promoviert. 1996 übernahm er die Leitung des Referats für Gemeindeaufbau im Bund Evangelisch-Freikirchlicher Gemeinden in Deutschland. Von 2003 bis 2019 war er Pastor der Braunschweiger Friedenskirche.
Als Dozent für Spiritualität, Pneumatologie, Gemeindeaufbau und Leiterschaft war er beim Institut für Weltmission und Gemeindeaufbau (IGW), der Akademie für christliche Führungskräfte und in der Bibelschule des Glaubenszentrums Bad Gandersheim tätig. Rust war Mitinitiator und im Beirat des Christlichen Gesundheitskongresses Deutschland. Im ökumenischen Dialog engagierte er sich im Christlichen Convent Deutschland (CCD) und setzte sich für ein Zusammenspiel der vier Grunddimensionen christlicher Ökumene ein: Die Ökumene der Wahrheit, der Herzen, der Mission und der Anbetung.
Rust starb 2024 im Alter von 71 Jahren. Er litt an ALS, einer degenerativen Erkrankung des motorischen Nervensystems.

## Mitgliedschaften
- 1985–1996 Mitglied der Bundesleitung des BEFG Deutschland
- 1985–1995 Sprecher des Arbeitskreises „Gemeinde und Charisma“ im BEFG
- 1985–1990 Mitglied im Europäischen Charismatic Council
- 1995–2005 Sprecher des Kreises Charismatischer Leiter in Deutschland (KCL)
- 1996–2002 Leiter der Arbeitsgemeinschaft „Evangeliumschristen-Baptisten“ im BEFG
- Seit 1999 Redaktionsbeirat der Zeitschrift Aufatmen[4]
- Seit 2000 Redaktionsbeirat der Zeitschrift Neues Leben
- 2002–2010 Leiter der Geistlichen Gemeindeerneuerung (GGE) im BEFG in Deutschland
- 2006–2018 Vorstand des Christlichen Gesundheitskongresses Deutschland[4]
- Seit 2007 Mitglied des Kuratoriums der Stiftung „Netzwerk Nächstenliebe“ (Braunschweiger Friedenskirche)
- Seit 2009 Dozent des Institutes für Gemeindebau und Weltmission (IGW)
- 2009–2012 Vorstand des Institutes für Gemeindebau und Weltmission Deutschland (IGW)
- Seit 2010 Mitglied im Trägerkreis der GGE im BEFG Deutschland
- 2013–2018 Vorstand des Vereins „Scheidung überwinden“
- 2013–2018 Vorstand des IGW International
- Seit 2014 Dozent an der Bibelschule Glaubenszentrum Bad Gandersheim
- Seit 2015 Dozent an der Akademie für christliche Führungskräfte
- Seit 2016 Herausgeberbeirat der Zeitschrift Movo
- Seit 2016 Mitinitiator und Mitglied der Koordinierungsgruppe „Christlicher Convent Deutschland“ (CCD)
- Seit 2018 Beirat im Christlichen Gesundheitskongress Deutschland
- Seit 2018 Stiftungsrat Akademie Christlicher Führungskräfte (ACF)
- Seit 2019 Mitglied des Kuratoriums der Ignis Akademie Kitzingen
- Seit 2019 Mitglied des Kuratoriums von GODNEWS e. V. Hamburg

## Veröffentlichungen (Auswahl)
- Kleines Handbuch der Jugendevangelisation. GJW Niedersachsen.
- Wir freuen uns viel zu wenig. Kassel 1982, ISBN 3-7893-2850-2.
- Neue Wege gehen. Wuppertal, Kassel 1991, ISBN 3-7893-7195-5 (Herausgeber).
- Arbeiten und arbeiten lassen: Prinzipien der geistlichen Leitung. Wuppertal, Kassel 1993, ISBN 3-7893-7199-8 (Herausgeber).
- Promise Keepers: Männer, die Wort halten. Wenn Träume Wirklichkeit werden. Wiesbaden 1997, ISBN 3-89490-223-X.
- Ich warte auf dich. Gespräche zwischen Gott und Mann. Asslar 1998, ISBN 3-89490-199-3.
- Gemeinde lieben – Gemeinde leiten. Wuppertal, Kassel 1999, ISBN 3-7893-1168-5.
- Und wenn die Welt voll Teufel wär… Christen in der Auseinandersetzung mit dunklen Mächten. Asslar 2002, ISBN 3-89490-404-6, 2. überarbeitete Auflage: Neufeld Verlag, Schwarzenfeld 2007, ISBN 978-3-937896-55-7.
- Wie unser Christsein neu werden kann. Der 5x5-Kurs. Kassel 2004, ISBN 3-87939-010-X.
- Beten: 7 Gründe, warum ich es tue. Neufeld Verlag, Schwarzenfeld 2006, ISBN 978-3-937896-34-2.
- Charismatisch dienen. Gabenorientiert leben. Kassel 2006, ISBN 3-87939-401-6.
- Gemeinde der Zukunft. Aufbrechen aus der Stagnation. Kassel 2006, ISBN 3-87939-805-4.
- Relevante Gemeinde. Kassel 2009, ISBN 978-3-87939-807-2.
- Über allem die Liebe. Zehn Predigten. Kassel 2011, ISBN 978-3-87939-616-0
- Geist Gottes-Quelle des Lebens. Grundlagen einer missionalen Pneumatologie. Neufeld Verlag, Schwarzenfeld 2013, ISBN 978-3-86256-032-5.
- Prophetisch leben-prophetisch dienen. Die Entdeckung einer vergessenen Gabe. SCM R. Brockhaus, Witten 2014, ISBN 978-3-417-26606-1.
- Herr, bist du es? Von der Gabe der Geisterunterscheidung. SCM R.Brockhaus, Witten 2017, ISBN 978-3-417-26809-6.
- Dynamische Gemeinde. Bewegt. Befähigt. Beauftragt. Oncken-Verlag, Kassel 2017, ISBN 978-3-87939-808-9.
- Heilen, trösten, begleiten. Die Heilungskompetenz der christlichen Gemeinde. Neufeld Verlag, Cuxhaven 2019, ISBN 978-3-86256-151-3.
- Zuhause in der Schöpfungsgemeinschaft. Dimension einer ökologischen Spiritualität. Neufeld Verlag, Cuxhaven 2021, ISBN 978-3-86256-176-6.